# Mavrud
Mavrud je sorta bugarskog crvenoga grožđa, od kojeg se radi istoimena sorta vina. Vinogradi mavruda nalaze se u bugarskoj Trakiji.

## Legenda
Prema legendi, mavrud pripada u starije sorte grožđa.
Bugarski kan Krum vjerovao je, da je jedan od uzroka pada avarskoga kaganata bilo i pijanstvo. Prema tome, Krum je u bugarskom kaganatu naredio uništiti sve vinograde. U to vrijeme glavni grad Plisku obilazio je lav, koji je poubijao okolne stanovnike. Tada se lavu suprotstavio vojnik imenom Mavrud, koji se vratio u zemlju i nije znao za kanovu zabranu vina. Mavrud je lava potražio i ubio. Kada je kan Krum čuo za događaj pozvao je vojnika na dvor. Mavrud je priznao da je prije borbe popio vino koje mu je dala majka. Krum je vojnika nagradio i naredio da se vinogradi ponovo posade i po tom vojniku je sorta vina i nazvana - mavrud.